# Roc à l'Ours
Roc à l'Ours är en bergstopp i Schweiz. Den ligger i distriktet Aigle och kantonen Vaud, i den sydvästra delen av landet, 80 km söder om huvudstaden Bern. Toppen på Roc à l'Ours är 1 924 meter över havet.